# Kahlo De Jesus Buffington
Kahlo De Jesus Buffington (* in Kalifornien) ist ein US-amerikanischer Schauspieler.

## Leben
De Jesus Buffington wurde im südlichen Kalifornien geboren und sammelte ab seinem 14. Lebensjahr erste Erfahrungen als Bühnendarsteller. Von 2014 bis 2018 machte er seinen Bachelor in Marketing an der California State University, Long Beach. Mit seiner Volljährigkeit wechselte er zum Filmschauspiel. Erste Rollen erhielt er in Kurzfilmen, war aber 2015 in jeweils einer Episode der Fernsehserien Una Palabra und Catfish – Verliebte im Netz als auch in zwei Episoden der Fernsehserie The Hill in der Rolle des Adam zu sehen. 2016 spielte er die Rolle des Alex im Kurzfilm Owen, der unter anderen in den USA am 9. Juni 2016 auf dem UCLA Directors Spotlight, am 28. November 2016 auf dem Foyle Film Festival in Irland und am 3. Oktober 2017 auf dem Edmonton International Film Festival in Kanada gezeigt wurde. Im selben Jahr stellte er außerdem die Rolle des David im Kurzfilm Nosotros dar, der unter anderen am 5. November 2016 auf dem Largo Film Festival gezeigt wurde. In den nächsten Jahren folgten weitere Besetzungen in Kurzfilmen sowie eine Nebenrolle im Film Western Noir im Jahr 2017. 2018 spielte er in zwei Episoden der Fernsehdokuserie Criminal Confessions – Mörderische Geständnisse mit. 2019 hatte er eine Episodenrolle als Jock in Tote Mädchen lügen nicht inne. 2022 stellte er im Film Jurassic Domination die Rolle des Corporal Higgins dar, der als Teil eines Spezialkommandos zwei entlaufene Allosaurier einfangen muss. Im selben Jahr durfte er außerdem in einer Episode der Fernsehserie Westworld mit spielen.

## Filmografie (Auswahl)
- 2015: Blue Dress (Kurzfilm)
- 2015: Extra Help (Kurzfilm)
- 2015: Una Palabra (Fernsehserie, Episode 1x32)
- 2015: The Hill (Fernsehserie, 2 Episoden)
- 2015: Catfish – Verliebte im Netz (Catfish: The TV Show, Fernsehserie)
- 2015: Emigración (Kurzfilm)
- 2016: Owen (Kurzfilm)
- 2016: Nosotros (Kurzfilm)
- 2017: Western Noir
- 2017: Peter Pan Factory (Kurzfilm)
- 2017: This Is My Story (Miniserie)
- 2018: Criminal Confessions – Mörderische Geständnisse (Criminal Confessions, Fernsehdokuserie, 2 Episoden, verschiedene Rollen)
- 2019: The Mandy Charmichael Show (Fernsehserie)
- 2019: Karate Do
- 2019: Tote Mädchen lügen nicht (13 Reasons Why, Fernsehserie, Episode 3x01)
- 2019: Life of an Odometer (Kurzfilm)
- 2019: King Bachelor's Pad (Fernsehserie)
- 2019: It's Mitzy!: The Masquerade Ball!
- 2020: Murdered by Morning (Fernsehserie, Episode 1x06)
- 2020: Acrylic
- 2020: Always and Forever: Gen 2 (Kurzfilm)
- 2020: The Gentle Art (Fernsehserie, Episode 1x01)
- 2020: Saturday School
- 2020: Purgatory (Kurzfilm)
- 2021: Jay Shetty (Miniserie, Episode 2x14)
- 2022: Passage (Kurzfilm)
- 2022: Adjunct (Fernsehserie, Episode 1x03)
- 2022: Jurassic Domination
- 2022: Westworld (Fernsehserie, Episode 4x03)
- seit 2022: Dhar Mann (Fernsehserie, verschiedene Rollen)